# Бунаков Петро Микитович
Петро Микитович Бунаков († 1630) — голова і воєвода за часів правління Михайла Федоровича. Рюрикович у XXIV коліні. Син голови Микити Семеновича Бунакова.

## Біографія
Другий воєвода в Бельові (1615). Дворянин московський (1616). У прихід королевича Владислава, був у сотні стольників, головою біля Тверських воріт (1619). Воєвода в Уржумі (1623—1624). Посланий 2-м воєводою у Путивль (1625), другий воєвода у Путивлі (1626—1627), замінений воєводою Андрієм Іллічем Толбузіним. Дворянин московський (1627—1629). У числі дворян московських брав участь у новосілля царя в Стовповій хаті (23 листопада 1628).
Володів маєтками в Московському повіті. Помер бездітним († 1630).
Дружина: Домна Михайлівна уроджена Толочанова, мала маєток у Ярославському повіті.